# Sterilisation (Geldpolitik)
Als sterilisiert bezeichnet man in der Geldpolitik der Zentralbanken einen Eingriff in den Devisenmarkt, wenn dieser, im Gegensatz zu unsterilisierten Interventionen, durch geeignete begleitende Maßnahmen keine Veränderung der inländischen Geldbasis zur Folge hat. Die zur Sterilisation des Eingriffs vorgenommenen Geschäfte müssen also für das Inland eine dem Eingriff entgegengesetzte Wirkung auf die Geldmenge haben.
Zum Beispiel kauft eine Zentralbank Staatsanleihen im Umfang von X Geldeinheiten. Sie bezahlt die Staatsanleihen mit Zentralbankgeld und erhöht somit die Geldbasis um X (ein Offenmarktgeschäft). Um die Geldbasis möglichst nicht zu verändern (Sterilisation) muss die Zentralbank im gleichen Umfang (= X Geldeinheiten) die Liquidität zurückfahren, um die Geldmenge nicht zu erhöhen. Dies kann z. B. über den Verkauf anderer Anleihen der Zentralbank oder über die Einschränkung der normalen Kreditvergabe an Geschäftsbanken geschehen.
Ein anderes Beispiel einer sterilisierten Intervention wäre, dass die Zentralbank ausländische Wertpapiere kauft und zugleich inländische Wertpapiere verkauft, jeweils gegen die inländische Währung. Damit bleibt die Geldmenge im Inland konstant, während im Außenverhältnis eine Abwertung der Währung stattfindet, die aus der durch den Eingriff veränderten Angebots- und Nachfragesituation der in- und ausländischen Wertpapiere resultiert. Eine vollständige geldpolitische Abkoppelung ist durch Sterilisation nicht zu erreichen, da sich die Kompensation auf das Zinsgefüge auswirkt.
Zu der konkreten Wirkung auf den Wechselkurs kommt bei sterilisierten Eingriffen eine Signalwirkung für den Markt, da Investoren bei ausreichender Glaubwürdigkeit der Zentralbank ihr Verhalten an deren Maßnahmen ausrichten. Dieser Erwartungsaspekt hat nur eine zeitlich begrenzte Wirkung, zudem muss zur Aufrechterhaltung der Glaubwürdigkeit dafür Sorge getragen werden, dass der antizipierte Effekt auch wirklich eintritt, was weitere – dann unsterilisierte – Maßnahmen notwendig machen kann.
Es ist wissenschaftlich nicht bewiesen, dass sterilisierte Eingriffe wirksam sind, da keine Möglichkeit besteht, zweifelsfrei festzustellen, wie sich der Devisenmarkt ohne Intervention entwickelt hätte.

## Teilweise Sterilisation während der Euro-Krise
Während der Euro-Krise 2008–2012 wurden von der Europäischen Zentralbank (EZB) in großem Umfang im Rahmen der „Securities Markets Programme“ (SMP) Staatsanleihen aufgekauft. So wurden zwischen Mai 2010 und Oktober 2011 von der EZB fast 200 Milliarden Euro an Staatsanleihen von Griechenland, Portugal, Spanien und Italien gekauft. Diese und spätere Geldbasiserhöhungen wurden jedoch zumindest teilweise sterilisiert.
Ein Artikel von Sebastian Dullien und Heike Joebges, der sich auf Daten der EZB zur Zentralbankgeldmenge beruft, erwähnt eine Sterilisation von rund 50 Prozent der Anleihenkäufe von Mai 2010 bis Oktober 2011. Sprich, die Geldbasis erhöht sich um 50 % weniger, als ohne Gegenmaßnahmen. Ob dadurch Inflationsdruck entsteht ist noch nicht geklärt, weil die Geldbasiserhöhung nicht notwendigerweise zu einer Ausweitung der Kreditvergabe durch die Geschäftsbanken führt.
Ein weiteres Anleihekaufprogramm wird von der EZB als „Outright Monetary Transactions“ (OMT) bezeichnet. Es wurde am 6. September 2012 verkündet. Hier sollen Anleihen mit einer Restlaufzeit zwischen einem und drei Jahren in grundsätzlich unbegrenztem Umfang erworben werden. Dabei wird eine vollständige Sterilisation zugesichert, indem die zusätzliche Liquidität an anderer Stelle im Geldsystem wieder abgezogen werde.

## Belege
1. ↑  Lehrstuhl für Volkswirtschaftslehre an der Johannes Gutenberg-Universität Mainz, Dieter Urban, Vorlesungsskript SS2004
2. ↑  Mussa, M., The Role of Official Intervention, Group of Thirty Occasional Papers No. 6., 1981
3. ↑  Wollmershäuser, Timo, Sterilisierte Devisenmarktinterventionen – ein umstrittenes währungspolitisches Instrument, ifo Schnelldienst 56 (19), 2003, 34–44
4. 1 2 3  
Sebastian Dullien und Heike Joebges: Keine Angst vor EZB-Käufen von Staatsanleihen. (PDF; 90 kB) November 2011. Abgerufen am 9. Februar 2012.
5. ↑  Die EZB kauft kaum noch Anleihen. 7. Februar 2012, Neue Zürcher Zeitung. Abgerufen am 9. Februar 2012.
6. ↑  Technical features of Outright Monetary Transactions. (englisch).
7. ↑  faz.net 6. November 2012: „Neutralisierte Liquidität - EZB entzieht Geldmarkt 208,5 Milliarden Euro“